# Liste des monuments nationaux du Caldas
Cet article liste les monuments nationaux du Caldas, en Colombie. Au 25 septembre 2013, 34 monuments nationaux étaient recensés dans ce département.

## Patrimoine matériel
| Code national | Monument                                                                | Municipalité(s) | Adresse                   | Coordonnées                        | Date      | Illustration                                                           |
| ------------- | ----------------------------------------------------------------------- | --------------- | ------------------------- | ---------------------------------- | --------- | ---------------------------------------------------------------------- |
|               | Ensemble urbain d'Aguadas (Conjunto Urbano de Aguadas)                  | Aguadas         |                           | à géolocaliser                     | 2001      | Image manquante Téléverser                                             |
|               | Gare ferroviaire d'Aguadas                                              | Aguadas         |                           | à géolocaliser                     | 1996      | Image manquante Téléverser                                             |
|               | Gare ferroviaire de La Maria                                            | Aguadas         |                           | à géolocaliser                     | 1996      | Image manquante Téléverser                                             |
|               | Gare ferroviaire de Belalcázar                                          | Belalcázar      |                           | à géolocaliser                     | 1996      | Image manquante Téléverser                                             |
|               | Gare ferroviaire de Campo Alegre                                        | Chinchiná       |                           | à géolocaliser                     | 1996      | Image manquante Téléverser                                             |
|               | Gare ferroviaire de Chinchina                                           | Chinchiná       |                           | à géolocaliser                     | 1996      | Gare ferroviaire de Chinchina                                          |
|               | Gare ferroviaire de La Capilla                                          | Chinchiná       |                           | à géolocaliser                     | 1996      | Gare ferroviaire de La Capilla                                         |
|               | Gare ferroviaire d'El Pintado                                           | Filadelfia      | Corregimiento El Pintado  | à géolocaliser                     | 1996      | Image manquante Téléverser                                             |
|               | Gare ferroviaire d'Agustina                                             | La Dorada       |                           | à géolocaliser                     | 1996      | Image manquante Téléverser                                             |
|               | Gare ferroviaire de La Dorada                                           | La Dorada       |                           | à géolocaliser                     | 1996      | Image manquante Téléverser                                             |
|               | Gare ferroviaire de Guarinocito                                         | La Dorada       | Corregimiento Guarinocito | à géolocaliser                     | 1996      | Image manquante Téléverser                                             |
|               | Vieux Hôtel Europa (es)                                                 | Manizales       | Carrera 23 23-37          | à géolocaliser                     | 2001      | Vieux Hôtel Europa (es)                                                |
|               | Chapelle La Enea                                                        | Manizales       |                           | à géolocaliser                     | 1983 1984 | Chapelle La Enea                                                       |
|               | Cathédrale de Manizales                                                 | Manizales       | Place principale          | 5° 04′ 03″ nord, 75° 31′ 02″ ouest | 1984      | Cathédrale de Manizales                                                |
|               | Ensemble scolaire Jean XXIII (es)                                       | Manizales       |                           | à géolocaliser                     | 2005      | Ensemble scolaire Jean XXIII (es)                                      |
|               | Ensemble d'immeubles d'architecture républicaine                        | Manizales       | Centre historique         | à géolocaliser                     | 1996      | Ensemble d'immeubles d'architecture républicaine                       |
|               | Bâtiment du gouvernorat de Caldas (es) Palais du gouvernement de Caldas | Manizales       |                           | à géolocaliser                     | 1984      | Bâtiment du gouvernorat de Caldas (es)Palais du gouvernement de Caldas |
|               | École des beaux-arts                                                    | Manizales       |                           | à géolocaliser                     | 1995      | École des beaux-arts                                                   |
|               | Gare ferroviaire de Manizales (es)                                      | Manizales       | Carrera 23, Calle 41      | à géolocaliser                     | 1996      | Gare ferroviaire de Manizales (es)                                     |
|               | Station d'El Cable (es)                                                 | Manizales       |                           | à géolocaliser                     | 1996      | Station d'El Cable (es)                                                |
|               | Palais archiépiscopal (es)                                              | Manizales       | Carrera 23, Calle 19      | à géolocaliser                     | 1984      | Palais archiépiscopal (es)                                             |
|               | Tour de Herveo (es)                                                     | Manizales       | Parc Antonio Nariño       | à géolocaliser                     | 1996      | Tour de Herveo (es)                                                    |
|               | Gare ferroviaire de Colombia                                            | Manizales       |                           | à géolocaliser                     | 1996      | Image manquante Téléverser                                             |
|               | Gare ferroviaire d'El Bosque                                            | Neira           |                           | à géolocaliser                     | 1996      | Image manquante Téléverser                                             |
|               | Gare ferroviaire de Pácora                                              | Pácora          |                           | à géolocaliser                     | 1996      | Image manquante Téléverser                                             |
|               | Gare ferroviaire d'Arauca                                               | Palestina       |                           | à géolocaliser                     | 1996      | Image manquante Téléverser                                             |
|               | Gare ferroviaire d'Irra                                                 | Filadelfia      |                           | à géolocaliser                     | 1996      | Image manquante Téléverser                                             |
|               | Gare ferroviaire de Miranda                                             | Risaralda       |                           | à géolocaliser                     | 1996      | Image manquante Téléverser                                             |
|               | Complexe urbain de Salamina                                             | Salamina        |                           | à géolocaliser                     | 2005      | Image manquante Téléverser                                             |
|               | Gare ferroviaire de La Felisa                                           | Salamina        |                           | à géolocaliser                     | 1996      | Image manquante Téléverser                                             |
|               | Gare ferroviaire de Salamina                                            | Salamina        |                           | à géolocaliser                     | 1996      | Image manquante Téléverser                                             |
|               | Gare ferroviaire de Villamaría                                          | Villamaría      |                           | à géolocaliser                     | 1996      | Image manquante Téléverser                                             |
|               | Gare ferroviaire de Rioclaro                                            | Villamaría      | Corregimiento Rioclaro    | à géolocaliser                     | 1996      | Image manquante Téléverser                                             |

## Patrimoine immatériel
| Code national | Monument             | Municipalité(s) | Adresse | Coordonnées    | Date | Illustration         |
| ------------- | -------------------- | --------------- | ------- | -------------- | ---- | -------------------- |
|               | Carnaval de Riosucio | Riosucio        |         | à géolocaliser | 2006 | Carnaval de Riosucio |